# Старцівство: мандрівні співці-музиканти в Україні (XIX — поч. XX ст.)
Старцівство: мандрівні старці-музиканти в Україні (XIX — поч. XX ст.) — на момент видання є найбільш повною роботою, що охоплює всі аспекти традиційного кобзарства: інструменти (кобза, колісна ліра, торбан), репертуар, стиль життя, навчання, т. зв. лебійську (чи старцівську) мову, звичаєве право тощо. Автор на основі багатьох джерел досліджує феномен старцівства в контексті європейської історії, показує його високу духовну місію в традиційному житті українців протягом кількох століть. Видання також містить багатий ілюстративний матеріал, нотні зразки творів із репертуару, опис конструкції й креслення традиційних кобзарських музичних інструментів.
Назва, яка здивувала й навіть знервувала багатьох прихильників кобзарства, насправді є давньою самоназвою представників жанру. "Старцями", "каліками-перехожими", "просящою братією" називали себе ті, кого українська інтелігенція кінця XIX ст. назвала кобзарями. Книга, власне, узгоджує зовнішнє сприйняття жанру публікою й внутрішнє відчуття й розуміння епічного жанру його представниками. При цьому автор не заперечує, а навпаки - аргументовано крок за кроком підтверджує думку українських народовців XIX ст. про те, що кобзарі були "велетнями духу".